# Корсак, Александр Казимирович
Александр Казимирович Корса́к
(24 октября [5 ноября] 1832 — 1 [13] марта 1874) — русский экономист-политэконом, историк и публицист.

## Биография
Родился 24 октября (5 ноября) 1832 года в Каинске Томской губернии (ныне город Куйбышев Новосибирской области) в семье поляка-ссыльнопоселенца.
В 1856 году окончил Императорский Казанский университет с золотой медалью, полученной им за сочинение «О торговых сношениях России с Востоком». С 1859 года стал преподавать в Московском университете. Сотрудничал в предпринятом А. Лаксом издании журнала «Московское обозрение» (1859), очень скоро прекратившем своё существование.
В 1862 году получил предложение возглавить кафедру финансового права в Харьковском университете, но ещё до утверждения в должности отказался. В середине 1860-х годов уехал в Санкт-Петербург, где редактировал «Сборник сведений и материалов по ведомству Министерства финансов».
В 1861 году написал свою наиболее известную книгу «О формах промышленности вообще и о значении домашнего производства (кустарной и домашней промышленности) в Западной Европе и России», которая положила начало применению сравнительно-исторического метода в отечественной политэкономии и о которой впоследствии положительно отзывался В. И. Ленин в работе «Развитие капитализма в России». Перевёл капитальные труды — Рошера «О хлебной торговле», Кольба «Сравнительную статистику».

Отрицательно оценивал насаждение крупных промышленных предприятий Петром I, но был далёк от славянофильства, высмеивал идеализацию русского общинного уклада прусским чиновником А. Гакстгаузеном (1792–1866), изучавшим русские крестьянские общины. Возможности преобразования жизнеспособной русской кустарной промышленности в экономический уклад, альтернативный капиталистической фабрике с её «тёмными сторонами рабочего быта бескапитальной массы», связывал с кредитной кооперацией в форме, близкой ссудо-сберегательным товариществам немецкого экономиста и политического деятеля Г. Шульце-Делича.
— Корсак, Александр Казимирович / Гловели Г. Д. // Большая российская энциклопедия
Умер 1 (13) марта 1874 года в Ялте.

## Сочинения
- Историко-статистическое обозрение торговых сношений России с Китаем. — Казань, 1857. — 445 с.
- О формах промышленности вообще и о значении домашнего производства (кустарной и домашней промышленности) в Западной Европе и России — М., 1861. — 311 с.
- О пропинационном праве в Западных губерниях. — СПб., 1864.